# Висвајлер
Висвајлер (њем. Wiesweiler) општина је у њемачкој савезној држави Рајна-Палатинат. Једно је од 98 општинских средишта округа Кузел. Према процјени из 2010. у општини је живјело 443 становника. Посједује регионалну шифру (AGS) 7336104.

## Географски и демографски подаци
Висвајлер се налази у савезној држави Рајна-Палатинат у округу Кузел. Општина се налази на надморској висини од 160 метара. Површина општине износи 3,3 km². У самом мјесту је, према процјени из 2010. године, живјело 443 становника. Просјечна густина становништва износи 133 становника/km².